# دوولينجو
دوولينجو (بالإنجليزية: Duolingo)‏ هُو تطبيق محمول وموقع إلكتروني أمريكي خاص بتعلم اللغات. ينبني دوولينجو على نموذج فريميوم، حيث يُتيح بعضا من خدمات التطبيق والموقع الإلكتروني بشكل مجاني، إلا أن التطبيق يتوفر أيضا على خدمة بريميوم (بالإنجليزية: Premium)‏ مُقابل رسوم إضافية. يُوفر التطبيق إمكانية إجراء اختبار خاص بتقييم الكفاءة في اللغة الإنجليزية عبر الإنترنت.
اعتبارًا من 13 أكتوبر 2020، يُتيح موقع وتطبيق دوولينجو 98 دورة مختلفة خاصة بتعلم 38 لُغة مُختلفة. يتوفر التطبيق على قاعدة مُستخدمين مُكون من أكثر من 300 مليون مُستخدم مُسجل في جميع أنحاء العالم.

## التاريخ
انطلق مشروع التطبيق في نهاية عام 2009 في بيتسبرغ، وذلك على يد الأستاذ الجامعي بجامعة كارنيغي ميلون لويس فون آهن (مُبتكر ميزة ريكابتشا) وطالبه سيفرين هاكر [الإنجليزية]، ثم طُور بعد ذلك بالتعاون مع طاقم مُكون من كُل من أنطونيو نافاس وفيكي تشيونغ ومارسيل أوكرمان وبريندان ميدر وهيكتور فيلافويرتي وخوسيه فوينتس.
أتى الإلهام لإنشاء تطبيق ديولينغو من مكانين، وأراد لويس فون آهن من هذا التطبيق أن يخدم غرضين في آن واحد. حقق دوولينجو هذا الأمر في البداية، حيث كان التطبيق يُتيح لمُستخدميه تعلم لغة أجنبية، إضافة إلى جعلهم يُترجمون عبارات بسيطة في مُستندات. لكن خاصية الترجمة أُزيلت فيما بعد.
وُلد لويس فون آهن في غواتيمالا، وازداد سيفرين هاكر في بلدة زوغ في سويسرا. يعتقد الثنائي فون آهن وهاكر أن «التعليم المجاني سيُغير العالم حقًا»، لذلك أرادا توفير منفذ للناس للقيام بذلك.
حظي المشروع في البداية برعاية من لدُن برنامج زمالة مكآرثر وبمنحة من مُؤسسة العلوم الوطنية الأمريكية.
في 19 أكتوبر 2011، حصل مشروع دوولينجو على تمويل أولي بمبلغ 3,3 مليون دولار من شركتي يونيون سكوير فينتشرس [الإنجليزية]، وشركة كُل من الكاتب تيم فيريس [الإنجليزية] والمُمثل أشتون كوتشر والتي تُدعى إي غرايد للاستثمارات [الإنجليزية]. أُطلق الإصدار التجريبي الخاص من تطبيق دوولينجو في 30 نوفمبر 2011، وقد تراكمت في هذا الإصدار قائمة انتظار مُكونة من أكثر من 300 ألف مُستخدم. في 19 يونيو 2012، أُطلق دوولينجو رسميا وأصبح مُتاحا للعامة.
في 17 سبتمبر 2012، حصل مشروع دوولينجو على تمويل ثان بلغت قيمتُه 15 مليون دولار من شركتي نيو إنتربرايز أسوشيايتس [الإنجليزية] ويونيون سكوير فينتشرس [الإنجليزية]، ليصل إجمالي التمويلات التي حصل عليها المشروع إلى 18,3 مليون دولار.
في 13 نوفمبر 2012، أطلقت شركة دوولينجو تطبيقًا خاصًا بنظام آي أو إس من خلال متجر آب ستور، حيث يُمكن تنزيل التطبيق بشكل مجاني وهُو مُتوافق مع مُعظم أجهزة آيفون وآي باد وآي بود. في 29 مايو 2013، أطلقت شركة دوولينجو تطبيقًا خاصًا بالهواتف الذكية التي تعمل بنظام التشغيل أندرويد، وقد حُمل هذا البرنامج حوالي مليون مرة في الأسابيع الثلاثة الأولى من إصداره، وسُرعان ما أصبح التطبيق التعليمي الأول في متجر غوغل بلاي.
في 19 يونيو 2013، وبعد عام واحد من صدوره للعُموم، تجاوز دوولينجو 4 ملايين مُستخدم. وفي 21 نوفمبر 2013، وصل ديولينغو إلى 15 مليون مُستخدم.
في 18 فبراير 2014، حصل مشروع دوولينجو على تمويل ثالث بلغت قيمتُه 20 مليون دولار، وذلك من خلال جولة تمويل ثالثة قادتها شركة كلينر بركينز [الإنجليزية]. في تلك السنة، سجل دوولينجو حوالي 25 مليون مُستخدم مُسجل منهُم 12,5 مليون مُستخدم نشط، و34 مُوظفًا. في 2 يونيو 2014، تجاوز دوولينجو عتبة 30 مليون مستخدم.
في 10 يونيو 2015، حصل مشروع دوولينجو على تمويل رابع بلغت قيمتُه 45 مليون دولار، وذلك من خلال جولة تمويل رابعة قادتها شركة كابيتال جي، ليصل إجمالي التمويلات التي حصل عليها المشروع إلى 83,3 مليون دولار، وقد تجاوز عدد مُستخدمي التطبيق في تلك السنة 100 مليون مُستخدم. في أبريل 2016، أصبح لدى دوولينجو 17 مليون مُستخدم شهريًا.
في 25 يوليو 2017، حصل مشروع دوولينجو على تمويل خامس بلغت قيمتُه 25 مليون دولار، وذلك من خلال جولة تمويل خامسة قادتها شركة درايف كابيتال [الإنجليزية]، ليصل إجمالي التمويلات التي حصل عليها المشروع إلى 108,3 ملايين دولار، وقد تجاوز عدد مُستخدمي التطبيق في تلك السنة 200 مليون مُستخدم، منهُم 25 مليون مُستخدم شهريًا. ارتفع عدد مُوظفي دوولينجو في تلك السنة إلى 95 موظفًا.
في 1 أغسطس 2018، وصل دوولينجو إلى 300 مليون مُستخدم.
في 4 ديسمبر 2019، حصل دوولينجو على تمويل سادس بلغت قيمتُه 30 مليون دولار، وذلك من خلال جولة تمويل سادسة قادتها شركة الاستثمار كابيتال جي التابعة لشركة ألفابت، ليصل إجمالي التمويلات التي حصل عليها المشروع إلى 138,3 مليون دولار، وقد تجاوز عدد مُستخدمي التطبيق في تلك السنة 30 مليون مُستخدم نشط شهريا. استخدمت دوولينجو تلك الأموال في تطوير مُنتجات جديدة وتوسيع فريق مُوظفيها. شملت عملية توسيع فريق المُوظفين مجموعة مُتنوعة من المناصب، من بينها أقسام الهندسة وتطوير الأعمال والتصميم والمناهج الدراسية ومُنشئي المحتوى والتواصل والتسويق.
خلال سنة 2019، نما عدد مُوظفي دوولينجو من 170 مُوظفًا إلى 200 موظف. بالإضافة إلى مقره الرئيسي في حي إيست ليبرتي في بيتسبرغ، توفرت دوولينجو على مكاتب في نيويورك وبالفيو (بالقُرب من سياتل) وبكين. من بين 200 موظف في دوولينجو، يعمل 166 مُوظفا في المقر الرئيسي للشركة في حي إيست ليبرتي، ويعمل 17 مُوظفا في نيويورك، و8 مُوظفين في بالفيو، و8 آخرين في مكتب الشركة في الصين.
حققت دوولينجو إيرادات بقيمة مليون دولار في 2016، وبقيمة 13 مليون دولار في 2017، وبقيمة 36 مليون دولار في 2018، وكان مُتوقعا أن تصل إيرادات دوولينجو إلى 86 مليون دولار في 2019. في أبريل 2020، ارتفع عدد المُشتركين في ميزة بريميوم الخاصة بتطبيق دوولينجو إلى مليون مُشترك.

## دورات تعلم اللغات

### دورات للمتحدثين باللغة الإنجليزية
حتى تاريخ 11 يناير 2021، كان التطبيق يتيح دورات تعليمية خاصة بتعلم 36 لُغة لفائدة الناطقين بالإنجليزية، 3 لُغات من بينها هي لُغات مُصطنعة. يُتيح التطبيق أيضا أربع لُغات من هاته القائمة ضمن إصدار بيتا التجريبي إلا أنها غير مُكتملة. في هذه القائمة، رُتبت الدورات حسب عدد المُتعلمين النشطين.
حتى تاريخ 11 يناير 2021:
- الإسبانية (28.8 مليون)
- الفرنسية (17.1 مليون)
- الألمانية (9.16 مليون)
- اليابانية (9.04 مليون)
- الإيطالية (6.12 مليون)
- الكورية (5.6 مليون)
- الصينية (4.82 مليون)
- الروسية (3.92 مليون)
- الهندية (3.76 مليون)
- العربية (2.98 مليون)
- البرتغالية البرازيلية (2.48 مليون)
- التركية (2.2 مليون)
- الهولندية (1.53 مليون)
- اللغة اللاتينية (1.43 مليون)
- السويدية (1.27 مليون)
- الأيرلندية (1.11 مليون)
- اليونانية (1.09 مليون)
- البولندية (962 ألفا)
- النرويجية (946 ألفا)
- العبرية (893 ألفا)
- الفيتنامية (710 ألفا)
- الهاوائية (599 ألفا)
- الدنماركية (541 ألفا)
- الإندونيسية (510 ألفا)
- الفالارية (499 ألفا)
- الغيلية الاسكتلندية (487 ألفا)
- الويلزية (469 ألفا)
- الرومانية (460 ألفا)
- التشيكية (425 ألفا)
- الفنلندية (بيتا) (399 ألفا)
- السواحلية (389 ألفا)
- المجرية (بيتا) (320 ألفا)
- الأوكرانية (306 ألفا)
- الكلينغونية (بيتا) (303 ألفا)
- إسبرانتو (291 ألفا)
- نافاهو (بيتا) (289 ألفا)

### دورات متوفرة بلغات أخرى
ابتداء من 28 يونيو 2020، يُتيح التطبيق لمُستخدميه تعلم 23 لُغة، وذلك لفائدة الأشخاص المُتحدثين بلُغات غير الإنجليزية.
ابتداء من 16 يناير 2021:
| اللغة                 | اللغات المتاحة للتعلّم | ملاحظات |
| --------------------- | --- | ------- |
| الصينية               | * الإنجليزية *اليابانية |         |
| الإنجليزية            | *العربية - الصينية - التشيكية - الهولندية - الفرنسية - الألمانية - اليونانية - الهندية - الهنغارية - الإندونيسية - الإيطالية - اليابانية - الكورية - البولندية - البرتغالية - الرومانية - الروسية - الإسبانية - التايلاندية - التركية - الأوكرانية - الفيتنامية |         |
| إسبرانتو              | *الإنجليزية - الفرنسية (إصدار بيتا) - البرتغالية (إصدار بيتا) |         |
| الفرنسية              | *العربية - الصينية - الهولندية - الألمانية - الإيطالية - البرتغالية - الروسية - الإسبانية |         |
| الألمانية             | * الإنجليزية - العربية - الهولندية - الفرنسية - الإيطالية - البرتغالية - الروسية - التركية |         |
| الإيطالية             | *الإنجليزية - الصينية (إصدار بيتا) - الفرنسية - البرتغالية - الإسبانية |         |
| اليابانية             | * الإنجليزية - الصينية |         |
| الكورية               | * الإنجليزية - الصينية (إصدار بيتا) |         |
| البرتغالية البرازيلية | *الإنجليزية * الفرنسية |         |
| الروسية               | * الإنجليزية *التركية |         |
| الإسبانية             | * الإنجليزية - الصينية (إصدار بيتا) - الفرنسية - الألمانية - الإيطالية - البرتغالية - الروسية |         |
| السويدية              | *الإنجليزية *العربية |         |

### دورات مستقبلية
من المُقرر إضافة دورات إلى دولينجو لتعلم كُل من الماورية، واللغة اليديشية، واللغة الكريولية الهايتية وذلك لفائدة المُتحدثين باللغة الإنجليزية.

## المميزات
يُحاكي دوولينجو في هيكلته بشكل كبير طريقة عمل ألعاب الفيديو وذلك بهدف إشراك المُستخدمين أكثر في التطبيق. يتميز دوولينجو بنظام مُكافأة يكتسب فيه المُستخدمون عُملات افتراضية تُدعى لينجوتس (بالإنجليزية: Lingots)‏، حيث يُمكنهم إنفاقها على ميزات مثل تخصيص الشخصيات أو نيل مُكافآت أخرى (كلتا الميزتين مُتاحة فقط على تطبيق الهاتف المحمول).
على جداول الترتيب العامة، يُمكن للمُستخدمين التنافس مع أصدقائهم أو مُستخدمين آخرين في مجموعات مُختارة عشوائيًا ومُكونة من 30 مُستخدمًا في الغالب. يُستخدم في دوولينجو نظام مُستوى يُدعى XP (أو نقاط الخبرة)، وهو نظام عددي يُمثل مستوى مهارة المستخدم. تُمثل الشارات في ديولينغو الإنجازات التي يتحصل عليها المُستخدم من خلال إكمال أهداف أو تحديات مُحددة.
تجمع عملية الدراسة في دوولينجو بين طُرق مختلفة، من بينها الاستماع إلى طريقة نُطق الكلمات، وقراءة الجُمل، والتسجيلات الصوتية، وتكوين الجمل عن طريق ترتيب الكلمات، ومُطابقة الصور مع الكلمات.

### الاستخدام في المدارس
يُوفر دوولينجو خدمة «دوولينجو للمدارس» بميزات مُصممة خصيصا لكي تسمح للمُعلمين بتتبع تقدم طلابهم. في عام 2012، خلصت دراسة إلى أن استخدام دوولينجو لدراسة اللغة الإسبانية كان أكثر فاعلية من تعلم اللغة في الفصل الدراسي وحده لدى المُبتدئين، لكن على العكس من ذلك كان استخدام التطبيق أقل فعالية لدى مُتعلمي اللغة الإسبانية ذوي المُستوى المُتقدم في هذه اللغة. من أحد الأسباب التي يُمكن أن تُفسر هذا الأمر، هُو أن طريقة الترجمة النحوية التي يستخدمها تطبيق دوولينجو يُمكن تطبيقها بشكل أساسي على الكلمات والعبارات البسيطة، ولكنها ليست كذلك عندما يتعلق الأمر بالجُمل المُعقدة، حيث يُمكن ترجمة الجُمل البسيطة بطريقة أكثر دقة من لغة إلى أخرى، وبالتالي فهذا الأمر أكثر مُلاءمة لطريقة ترجمة قواعد اللغة في دوولينجو.

### الحاضنة
حاضنة دوولينجو (بالإنجليزية: Duolingo Incubator)‏ هي عبارة عن منصة يمكن للمتطوعين المشاركة والمساهمة فيها من خلال إنشاء دورات لغة جديدة لفائدة دوولينجو. يجب أن يكون المُتطوعون الراغبون في المشاركة مستخدمين مُسجلين في تطبيق دوولينجو، كما ويجب عليهم أن يستكملوا عملية التقديم قبل أي مُساهمة لهُم في دورة مُعينة. سمحت هذه المبادرة لدوولينجو بإنشاء المزيد من الدورات، مما ساهم بدوره في زيادة قاعدة مُستخدمي التطبيق.

## قائمة الشخصيات
- دوو: هو بومة خضراء قادم من أنتاركتيكا، وهو من فصيلة نادرة. يحب دوو الرقص والغناء مع اصدقائه، وهو بطل بكل ثقة في النفس. يستمتع دوو كثيرا وهو مدرس على الأغلب. دوو يتحدى الصعاب ودائما ما يشارك في المسابقات والبطولات. دوو يشجعك دائما أثناء دراستك.

## نموذج العمل
تبقى مُعظم الميزات والخاصيات الخاصة بتعلم لغة ما على منصة دوولينجو مجانية، ولكن مع وجود إعلانات دورية في كُل من تطبيقات الهاتف والموقع الإلكتروني. يُمكن للمُستخدمين إزالة هاته الإعلانات من خلال دفع رسوم اشتراك. هاته الرسوم تندرج ضمن برنامج «سوبر دوولينجو» (بالإنجليزية: Super Duolingo)‏ سابقًا «دوولينجو بلس» (بالإنجليزية: Duolingo Plus)‏، والذي يتوفر على عدة مزايا أخرى مثل العدد غير المحدود للقلوب وإمكانية تخطي المستويات واختبارات التقدم. استخدمت دوولينجو في البداية نموذج عمل جماعي المصدر، حيث أتت بالمحتوى من مُؤسسات مثل سي إن إن وبازفيد، ودفعت لقاء ترجمة هذا المُحتوى.

## الجانب التقني
يستخدم دوولينجو العديد من الخدمات ضمن مجموعة مُنتجات خدمات أمازون ويب، بما في ذلك خدمة أمازون دينامو ديبي [الإنجليزية] وخدمة السحابة الافتراضية الخاصة لأمازون [الإنجليزية] وأمازون إي سي 2 (EC2) وأمازون إس 3 (S3) وخدمة قاعدة البيانات العلاقاتية [الإنجليزية] (RDS). كُتبت الواجهة الخلفية لخادم دوولينجو بلغة البرمجة بايثون، بينما أعيدت كتابة مُكون يُسمى (بالإنجليزية: Session Generator)‏ بلُغة سكالا في سنة 2017. كُتبت الواجهة الأمامية لدوولينجو في البداية بواسطة باكبون جي إس [الإنجليزية] وموستاش [الإنجليزية]، ولكنها الآن مكتوبة بشكل أساسي بواسطة ريأكت وريدوكس. لدى دوولينجو تطبيق ويب من صفحة واحدة مُخصص لمُستخدمي أجهزة الكمبيوتر المكتبية، وأيضًا تطبيق للهواتف الذكية لكُل من هواتف أندرويد (على كُل من متجر غوغل بلاي ومتجر أمازون آبستور)، ومُنتجات آبل على متجر آب ستور، والهواتف التي تستخدم نظام ويندوز فون. 20٪ من مُستخدمي دوولينجو يستخدمون الموقع الإلكتروني للتطبيق، بينما، 80٪ يستخدمون تطبيقات الأجهزة المحمولة.

## التقديرات والجوائز
في 2013، اختارت شركة آبل تطبيق دوولينجو كأفضل تطبيق آيفون في سنة 2013، وهي المرة الأولى التي تُمنح فيها هذه الجائزة لتطبيق تعليمي. فاز دوولينجو أيضا سنة 2014 بجائزة (بالإنجليزية: Best Education Startup)‏ ضمن فعاليات كرانشيز [الإنجليزية]، كما كان تطبيق دوولينجو الأكثر تحميلًا في فئة «التعليم» على متجر جوجل بلاي في عامي 2013 و2014. في سنة 2015، أُعلن عن فوز دوولينجو بجائزة سنة 2015 في فئة «لعب وتعلم» (بالإنجليزية: Play & Learning)‏ ضمن حفل توزيع جوائز (بالإنجليزية: Design to Improvement Life)‏.